# ادوارد کلی

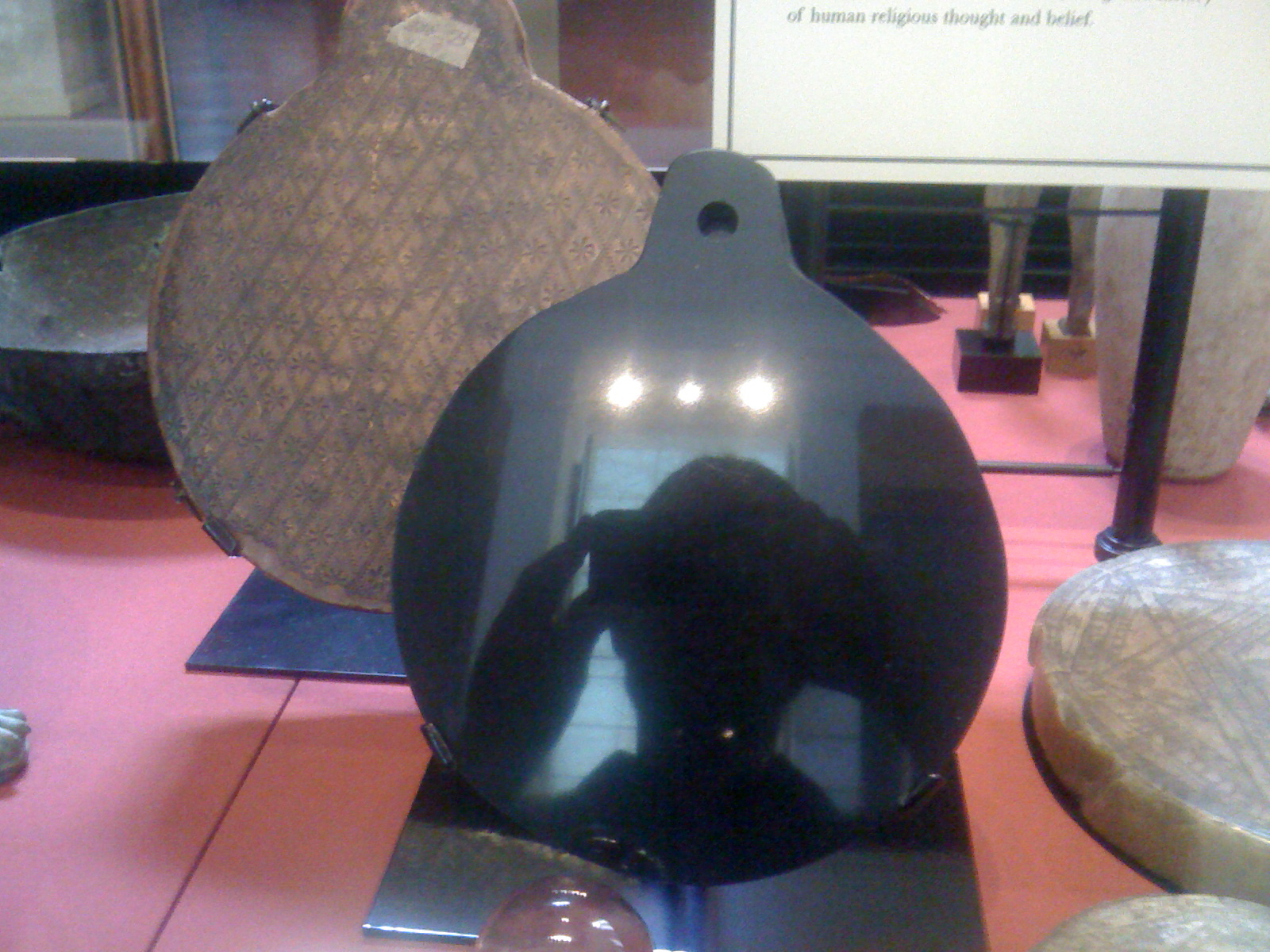
آیینه سیاه جان دی که برای ارتباط با فرشتگان استفاده می‌شد.

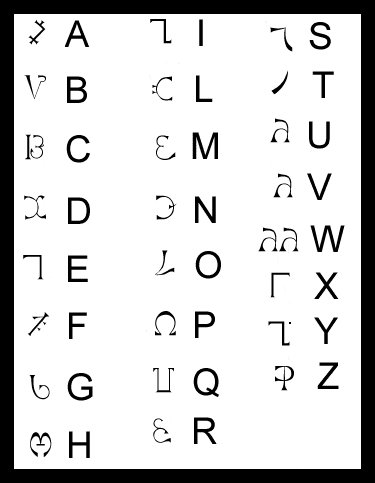
زبان انوشی که فرشته مدینی به جان دی و ادوارد کلی آموخت.

سر ادوارد کلی (انگلیسی: Edward Kelley) که به نام ادوارد تالبوت (Edward Talbot) نیز شناخته می‌شود (زاده ۱ آگوست ۱۵۵۵- ۱ نوامبر ۱۵۹۷) یک شخصیت بحث‌برانگیز در علوم خفیه رنسانس بود. او به همراه جان دی آزمایش‌های زیادی برای ارتباط با ارواح و فرشتگان انجام داد. کلی ادعا می‌کرد که دانش کیمیا برای تبدیل فلزات پایین به طلا را دارد. داستان‌های زیادی در رابطه با ادوارد کلی گفته می‌شود و در بسیاری از این داستان‌ها از او به عنوان یک کیمیاگر حقه باز نامبرده می‌شود.

## زندگینامه
ابتدای زندگی کلی به درستی مشخص نیست. او ادعا می‌کرد که از یک خانواده ایرلندی است. او یک خواهر و یک برادر داشت. بیشتر زندگی کلی قبل از دوستی با جان دی نامشخص است. او ممکن است در آکسفورد تحصیل کرده باشد و او لاتین و مقداری یونانی میدانست.

### ملاقات با جان دی
ادوارد کلی در سال ۱۵۸۲ با جان دی ملاقات کرد. دی در این زمان تلاش می‌کرد که با فرشتگان از طریق آیینه سیاه و گوی کریستال خود ارتباط برقرار کند. کلی به دستیار جان دی در این ارتباطها بدل شد. در بین سال‌های ۱۵۸۲ تا ۱۵۸۹ جان دی و ادوارد کلی بیشتر وقت خود را صرف این تلاش‌ها کردند. در این هفت سال آن‌ها بسیار دعا برای روشنفکری می‌کردند تا بتوانند به وسیله آن دنیای مسیحیت را متحد کنند. کلی با یک بیوه به نام جین کوپر ازدواج کرد. او به تربیت بچه‌های او پرداخت و ناپدری مهربانی بود. او همچنین به کودکان لاتین درس میداد. بعد از یک سال معاشرت با جان دی، ادوارد کلی به همراه یک کتاب کیمیا پودری قرمز رنگ داشت که ادعا می‌کرد یک فرشته به آن‌ها نشان داده است. او باور داشت که این پودر می‌تواند فلزات را تبدیل به طلا بکند. نوشته می‌شود که او چندین بار قدرت این پودر را به چندین نفر نشان داد.
در سال ۱۵۸۳ جان دی با یک پرنس لهستانی به نام آلبرت لاسکی آشنا شد که به کیمیا علاقه‌مند بود. او به همراه کلی انگلستان را ترک کرده و به لهستان رفت. دی به نزد پادشاه کراکف و پراگ رفت ولی نتوانست هیچیک را متقاعد کند. دی و کلی به گشت و گذار در اروپا مشغول شدند. پاپ که از کارهای سحرآمیز کلی و دی خبردار شده بود آن‌ها را به نزد کلیسای کاتولیک احضار کرد. جان دی توانست از آن دو دفاع کند ولیکن ادوارد کلی با سخنان نسنجیده نزدیک بود خشم پاپ را برانگیزد. کلی و دی نزد یک شاهزاده بوهمی ساکن شدند و در این زمان گفته می‌شود که کلی اولین تبدیل موفقیت‌آمیز فلز به طلا را انجام داد. در سال ۱۵۸۷ ادوارد کلی به جان دی گفت که فرشته مدینی به او دستور داده است که هر چه دارد- از جمله همسرش - را با جان دی تعویض کند. جان دی از ادوارد کلی بسیار عصبانی شد ولیکن او با اینکار موافقت کرد. در نهایت رابطه جان دی و ادوارد کلی خراب شد و آن دو با یکدیگر قطع رابطه کردند. همسر جان دی در این زمان بچه دار شد و شکهایی در مورد اینکه این فرزند، فرزند ادوارد کلی باشد وجود داشت. ولیکن این تعویض همسر از اذهان عمومی مخفی ماند و تنها پس از مرگ جان دی در خاطرات او آشکار شد. جان دی به انگلستان بازگشت و دیگر ادوارد کلی را تا آخر زندگیش ندید. ادوارد کلی در بوهم ماند و بسیار ثروتمند شد. رودولف دوم او را شوالیه کرد و لقب سر به او داد. ولیکن بعداً در سال ۱۵۹۱ رودولف دوم او را دستگیر کرد و زندانی نمود. دلیل این دستگیری کشتن یکی از افراد او در دوئل بود. در سال ۱۵۹۵ کلی آزاد شد و قول داد طلا تولید کند ولیکن اینکار را نکرد و دوباره زندانی شد. همسر او تلاش کرد وی را نجات دهد ولیکن کلی در زندان در سال ۱۵۹۷ به دلیل جراحت‌هایی که در اثر تلاش برای فرار پیدا کرده بود درگذشت. بعضی نوشتارهای کیمیایی ادوارد کلی هنوز هم موجود هستند.

## زبان انوشی
فرشتگانی که ادوارد کلی با آن‌ها ارتباط برقرار می‌کرد به زبانی خاص به نام انوشی صحبت می‌کردند. دی و کلی ادعا می‌کردند که این زبان توسط فرشتگان به آن‌ها داده شده‌است. این زبان ادعا میشد که توسط فرشته‌ای که کلی به وسیله گوی کریستال با آن ارتباط برقرار می‌کرد داده شده بود.